# Karl Wilhelm Frank
Karl Wilhelm Frank (auch Carl Wilhelm Francken; * 4. September 1797; † nach 1878) war ein deutscher Seemann und evangelischer Geistlicher.

## Leben
Karl Wilhelm Frank war ein Sohn von Bernhard Olivier Frank, Pastor in Bobbin auf Rügen. Er wählte frühzeitig den seemännischen Beruf und trat später in den Dienst der Britischen Ostindien-Kompanie. 1818 zeichnete er sich beim Schiffbruch der Cabalva im Indischen Ozean aus. Er fuhr in einem offenen Kutter mehrere hundert Seemeilen vom Cargados-Riff nach Mauritius, um Hilfe für die auf einem Korallenriff zurückgebliebenen Überlebenden des Schiffbruchs zu holen. Über den Verlust der Cabalva verfasste er ein Buch, das 1819 veröffentlicht wurde. Es wurde 1821 ins Deutsche und 1824 ins Schwedische übersetzt. Der Text wurde später in den dritten Band der Reihe „Des jungen Feldjägers Kriegskamerad“ aufgenommen. 1835 war Frank Kapitän der Roxburgh Castle.
Nach dem Ende seiner seemännischen Laufbahn studierte er an der Universität Cambridge Theologie und wurde nach seiner Ordination zum Priester der Kirche von England durch den Bischof von Norwich im Juni 1844 Pfarrer der evangelisch-lutherischen deutsch-dänischen Seefahrergemeinde in Hull. Auf seine persönliche Bitte gewährte Ende der 1840er Jahre der preußische König Friedrich Wilhelm IV. eine finanzielle Unterstützung für die Gemeinde. 1851 hielt er während der Great Exhibition anglikanische Gottesdienste in deutscher Sprache in London. 1854 übernahm er eine Pfarrstelle in Wicken in der englischen Grafschaft Cambridgeshire und blieb dort bis 1869. Im Ruhestand lebte er in der Grafschaft Sussex.

## Schriften
- A narrative of the loss of the honourable East India Company’s ship, Cabalva, which was wrecked, on the morning of July 7, 1818, upon the Cargados Garragos Reef, in the Indian Ocean. By C. W. Francken, Sixth Officer, Black and Co., London 1819.[7]